# تروي إيلدر
تروي إيلدر (بالإنجليزية: Troy Elder) هو لاعب هوكي الحقل أسترالي، ولد في 15 أكتوبر 1977 في بانباري في أستراليا.

## وصلات خارجية
- تروي إيلدر على موقع أوليمبيديا (الإنجليزية)
- تروي إيلدر على موقع اللجنة الأولمبية الأسترالية (الإنجليزية)
- تروي إيلدر على موقع اتحاد ألعاب الكومنولث (مؤرشف) (الإنجليزية)